# جونگبو-دونگ (گیونگجو)
جونگبو-دونگ (گیونگجو) (به لاتین: Jungbu-dong) یک منطقهٔ مسکونی در کره جنوبی است که در گیونگجو واقع شده‌است.